# La vida de los otros
La vida de los otros (Das Leben der Anderen) es una película alemana del año 2006 que supuso el debut de Florian Henckel von Donnersmarck como guionista y director. La película transcurre en el Berlín Este durante los últimos años de existencia de la República Democrática Alemana, y muestra el control ejercido por la policía secreta (Stasi) sobre los círculos intelectuales. Está protagonizada por Ulrich Mühe, Sebastian Koch, Martina Gedeck y Ulrich Tukur.
Se estrenó en Alemania el 23 de marzo de 2006, siendo galardonada con siete premios Deutscher Filmpreis (Premios del cine alemán) y más de cincuenta premios internacionales, entre los que destacan el Óscar a la mejor película de habla no inglesa en 2007, el BAFTA a la mejor película de habla no inglesa, el César a la mejor película extranjera o los Premios del Cine Europeo a la mejor película y al mejor actor.

## Argumento
La historia comienza en el Berlín Este del año 1984. La Stasi, la policía política de la República Democrática Alemana, con 100 000 agentes y 200 000 informantes, vigila cada día la vida de sus compatriotas. Gerd Wiesler (Ulrich Mühe) quien firma sus informes como HGW XX/7, convencido comunista y capitán de la Stasi, es elegido para la vigilancia del conocido dramaturgo Georg Dreyman (Sebastian Koch), escritor fiel al régimen de la RDA. Wiesler no sospecha que el ministro de cultura Bruno Hempf respalda el proyecto con la intención de quitarse del medio a Dreyman y quedarse con su novia, la actriz Christa-Maria Sieland (Martina Gedeck). Esta había cedido a los avances del ministro, porque de lo contrario hubiera peligrado su carrera de actriz. El teniente coronel Anton Grubitz (Ulrich Tukur), superior de Wiesler, intenta estimular su ya pronunciado olfato de espía y seducirle con un ascenso si el proyecto tiene éxito.
Un equipo de hombres de la Stasi cablea la vivienda de Dreyman, instalando micrófonos ocultos, y se dispone la central técnica en el desván del edificio. El espionaje le permite a Wiesler —soltero, con una vida privada insignificante y un piso dormitorio decorado de modo espartano— observar el mundo del arte y de los librepensadores, así como las relaciones interpersonales, de las que él no disfruta. En la fiesta de cumpleaños de Dreyman, un amigo suyo y director teatral, Albert Jerska, quien tiene una prohibición de trabajo por ser crítico con el régimen, lee a solas un libro de Bertolt Brecht. Wiesler, que vigila la escena, sustrae en otra ocasión furtivamente el libro. Especialmente se muestra el momento en que Wiesler lee inspirado unos versos del mismo en su casa.
La actitud conformista de Dreyman cambia cuando descubre la relación entre Christa y el ministro Hempf, y se decide a actuar cuando su amigo Albert Jerska, sin esperanzas de poder volver a trabajar en su profesión, se suicida. Al recibir la noticia Dreyman, conmocionado, toca al piano la «Sonata del hombre bueno», una pieza cuya partitura le había regalado Jerska en su cumpleaños. Esa música y la actitud del escritor conmueven profundamente al espía. En una máquina de escribir traída secretamente del oeste por un periodista de Der Spiegel —la Stasi tenía registradas todas las máquinas de escribir—, Dreymann escribe con tinta roja un artículo sobre la extraordinariamente alta tasa de suicidio en la República Democrática Alemana, que es mantenida en secreto por el gobierno comunista. Por precaución, esconde la máquina bajo el umbral de una puerta.
Wiesler por su parte, bajo las impresiones de esta «vida de los otros», y cautivado por la belleza de Christa, se desvía paulatinamente de su objetivo inicial de encontrar pruebas inculpatorias sobre Dreyman. A lo largo de la misión decide proteger a Dreyman escribiendo datos intrascendentes en los informes. 
El artículo aparece publicado poco después en la revista Der Spiegel de la Alemania Occidental. La Stasi, disponiendo de una copia del escrito original que ha conseguido un informante, busca febrilmente al escritor responsable. Cuando Christa-Maria es llevada por mandato del ministro Hempf a la prisión de la Stasi en Berlín, no puede soportar la presión y confiesa al superior de Wiesler, Anton Grubitz, que Dreyman es el autor del artículo. Sin embargo, la máquina de escribir usada no es hallada en su apartamento luego de realizar una exhaustiva búsqueda.
Grubitz, suspicaz, organiza entonces un nuevo interrogatorio que él mismo vigila, entre Christa-Maria Sieland y Wiesler, para probar la lealtad de este. Tras sufrir nuevas amenazas, la actriz revela el lugar concreto donde está escondida la máquina de escribir. Antes del registro que esta vez realiza el mismo Grubitz, Wiesler se apresura a ir a la casa del escritor y sale sigilosamente antes de que llegue la gente de la Stasi. Cuando el teniente coronel se dirige hacia el escondite de la máquina, Christa-Maria no puede soportar la culpa y la vergüenza de la traición, y huye atormentada. El escondite, para sorpresa de Grubitz y Dreymann, está vacío. Christa corre aturdida a la calle y es atropellada por un camión. Dreyman llega al lugar y cuando ella muere en sus brazos, llora desconsoladamente.
Grubitz tiene claro que Wiesler ha debido ser el encubridor y promueve su degradación, haciéndole abandonar su cargo, quedando relegado a una posición anodina en el ministerio, donde lo destinan junto con otros defenestrados a abrir la correspondencia de los usuarios del servicio de correos.
Tras la caída del muro de Berlín en 1989, Wiesler debe abandonar su oficio como miembro de la policía social del régimen (al disolverse este y también su entramado burocrático); trabajando por último como cartero en el correo.
Dreyman, en un Berlín post-Guerra Fría, se encuentra con Hempf tras ver una obra de teatro, descubriendo que él no había sido diferente y que había estado bajo vigilancia durante el régimen comunista al igual que todos los demás. Esto le lleva a indagar en los archivos estatales y a leer todos los informes de Wiesler sobre su vida. Extrañado primero por las inexactitudes que contiene, ve finalmente una mancha roja, como la tinta de la máquina de escribir, sobre el último informe y se da cuenta de que su protector era HGW XX/7, el firmante de los informes, quien sustrajo y se deshizo de la máquina de escribir el día del registro. Descubre la fotografía de su protector y su dirección. Dreyman coge un taxi y va en dirección a la casa de Wiesler encontrándole rápidamente, sin embargo, cuando está a punto de bajarse del taxi para hablar con él, parece pensarlo mejor y se sube para hacer una cosa misteriosa. 
Dos años después, Wiesler pasea por la calle con su carrito de repartidor de correspondencia  cuando descubre en el escaparate de una tienda una gran fotografía promocional de Dreyman junto a un libro titulado «Sonata para un hombre bueno». Movido por la curiosidad, entra en la librería y abre un ejemplar. La dedicatoria reza: «A HGW XX/7, en agradecimiento». Se lo da al librero para que le cobre y este le pregunta si se lo envuelve para regalo. Wiesler, en un impactante doble juego de palabras, contesta escuetamente y con una sonrisa feliz: «Es para mí».

## Reparto
- Ulrich Mühe: capitán Gerd Wiesler
- Martina Gedeck: Christa-Maria Sieland
- Sebastian Koch: Georg Dreyman
- Ulrich Tukur: teniente Coronel Anton Grubitz
- Thomas Thieme: ministro Bruno Hempf
- Hans-Uwe Bauer: Paul Hauser
- Volkmar Kleinert: Albert Jerska
- Matthias Brenner: Karl Wallner
- Charly Hübner: Udo
- Herbert Knaup

## Producción

### Lugares de rodaje
Casi todo el largometraje se rodó en Berlín, llevándose a cabo en 37 días, del 26 de octubre al 17 de diciembre de 2004. Se hizo lo posible por rodar en lugares auténticos y un gran esfuerzo para reconstruir la estética de la época.
La oficina de Grubitz está en la antigua central de la Stasi, en la Normannenstraße, un tétrico lugar en tiempos de la República Democrática Alemana. También allí se rodaron las imágenes del enorme archivo de tarjetas mecanizado, que ya no existe por una reestructuración y digitalización de los datos.
El exterior de la casa de Georg Dreyman se rodó en una calle llamada Wedekindstraße. Se retiraron los símbolos modernos, como carteles publicitarios, paradas de autobús y señales. Los coches actuales fueron sustituidos por otros de la época. Especial dificultad supuso el tapar con pintura los numerosos grafitis que cubrían las paredes, pues por la mañana aparecían otros nuevos. 
Otras escenas se rodaron en la Frankfurter Tor, la Karl-Marx-Allee y los teatros Volksbühne am Rosa-Luxemburg-Platz (escena de baile entre Dreyman y Christa), Hebbel-Theater y Gerhart-Hauptmann-Theater Zittau.
Hubertus Knaabe, director del memorial de la antigua prisión de la Stasi en Berlín, afirma que no se conoce ningún caso de un oficial que haya protegido a quienes tenía que observar. Por ello, Knaabe no permitió que se utilizara la prisión original para el rodaje. Otras fuentes afirman que la negativa vino dada por las normativas del memorial, que solo permite filmaciones a trabajos documentales y no de ficción.

## Estreno
- Alemania: 15 de marzo de 2006 (preestreno en Berlín); 23 de marzo de 2006 en salas de cine.
- Argentina: 29 de septiembre de 2006 en el Festival de Cine Alemán; 19 de abril de 2007 en salas de cine.
- España: 5 de noviembre de 2006 en el Festival de Cine de Sevilla; 16 de febrero de 2007 en salas de cine.
- México: 16 de marzo de 2007.
- Colombia: 13 de abril de 2007.
- Uruguay: 11 de mayo de 2007.
- Panamá: 7 de marzo de 2008.

## Premios y nominaciones
BAFTA
| Año  | Categoría                                     | Persona                                       | Resultado |
| ---- | --------------------------------------------- | --------------------------------------------- | --------- |
| 2007 | BAFTA a la mejor película                     | BAFTA a la mejor película                     | Nominado  |
| 2007 | BAFTA a la mejor película de habla no inglesa | BAFTA a la mejor película de habla no inglesa | Ganador   |
| 2007 | BAFTA al mejor director                       | Florian Henckel von Donnersmarck              | Nominado  |
| 2007 | BAFTA al mejor actor                          | Ulrich Mühe                                   | Nominado  |
| 2007 | BAFTA al mejor guion original                 | Florian Henckel von Donnersmarck              | Nominado  |

Óscar
| Año  | Categoría                                     | Resultado |
| ---- | --------------------------------------------- | --------- |
| 2006 | Óscar a la mejor película de habla no inglesa | Ganador   |

Globo de Oro a la mejor película en lengua no inglesa
| Año  | Categoría                                             | Resultado |
| ---- | ----------------------------------------------------- | --------- |
| 2006 | Globo de Oro a la mejor película en lengua no inglesa | Nominado  |

Premios del Círculo de Críticos de Cine de Nueva York
| Categoría                           | Resultado |
| ----------------------------------- | --------- |
| Mejor película en lengua extranjera | Ganadora  |

Medallas del Círculo de Escritores Cinematográficos de 2007
| Categoría                 | Resultado |
| ------------------------- | --------- |
| Mejor película extranjera | Ganadora  |

Premios Independent Spirit
| Categoría                 | Resultado |
| ------------------------- | --------- |
| Mejor película extranjera | Ganadora  |

- Festival Internacional de Cine de Róterdam 2007: Premio del Público[7]
- Premios de la Asociación de Críticos de Los Ángeles 2006
  - Mejor Película de habla no inglesa
- European Film Awards 2006
  - Mejor Película
  - Mejor Actor: Ulrich Mühe
  - Mejor Guion: Florian Henckel von Donnersmarck
- Premios del cine alemán 2006
  - Mejor Película
  - Mejor Actor
  - Mejor Actor Secundario
  - Mejor Director
  - Mejor Fotografía
  - Mejor Diseño de Producción
  - Mejor Guion
- Festival internacional de Palm Springs 2007: Premio del Público
- Festival internacional de Vancouver 2006 People: Premio del Público
- Festival de Montreal 2006: Premio del Público
- Festival de cine de Zagreb
  - Mejor película
  - Premio del público
- Festival Internacional de Copenhague 2006
  - Mejor Actor
  - Premio del Público
- Festival de Sevilla: giraldillo de Plata
- Festival internacional de Locarno 2006: Premio del público
- Festival internacional de Warsaw 2006: Premio del público
- Premios de cine de Baviera 2005
  - Mejor Actor: Ulrich Mühe
  - Mejor Nuevo Director: Florian Henckel von Donnersmarck
  - Mejor Guionista: Florian Henckel von Donnersmarck
  - VGF Producer Prize: Wiedemann & Berg